# Que lo nuestro se quede nuestro
«Que lo nuestro se quede nuestro» es una canción grabada e interpretada por el cantante y compositor mexicano Carlos Rivera. La canción fue escrita por él mismo junto con Leonel García y producida por Rivera únicamente. Fue lanzada el 8 de noviembre del 2016 como el cuarto y segundo sencillo oficial de su cuarto álbum de estudio Yo creo en su versión de lujo a través de Sony Music Latin (su discográfica).
También existe otra versión de la canción en acústico y que fue incluida en dicho álbum.

## Video musical
El video musical oficial fue lanzado a principios de diciembre de 2016 en la plataforma digital YouTube, en su canal VEVO. El videoclip oficial ha recibido casi de 100 millones de vistas desde su publicación.

## Lista de canciones

### Descarga digital[6]
| Que lo nuestro se quede nuestro — Single |                                                      |          |  |
| N.º                                      | Título                                               | Duración |  |
| 1.                                       | «Que lo nuestro se quede nuestro»                    | 3:27     |  |
| 2.                                       | «Que lo nuestro se quede nuestro (Radio Edit)»       | 3:42     |  |
| 3.                                       | «Que lo nuestro se quede nuestro (Versión Acústica)» | 3:38     |  |

## Uso en los medios
Fue utilizada como el tema principal de la telenovela de Televisa Sin rastro de ti, la cual fue protagonizada por Adriana Louvier y Danilo Carrera. Además dicha canción obtuvo una nominación a los Premios TVyNovelas del 2017

## Premios y nominaciones
| Año  | Premiación         | Categoría          | Resultado | Ref.  |
| ---- | ------------------ | ------------------ | --------- | ----- |
| 2017 | Premios TVyNovelas | Mejor tema musical | Nominada  | [ 8 ] |